# توي
توي أو اسانتي توي هي لغة أفريقية يستعملها 6-9 مليون أفريقي من عرقية الأسانتي.